# Apponyi Albertné
Gróf Apponyi Albertné, született gróf Clothilde von Mensdorff-Pouilly-Dietrichstein, beceneve Clo-Clo (gyermekkori), illetve Klotild (Bécs, 1867 . december 23. – Budapest, 1942. szeptember 1.) német-francia-osztrák származású magyar diplomata, politikus, nőjogi aktivista, filantróp, számos politikai és szociális szervezet vezetője, Apponyi Albert politikus felesége. Harminc éven át vezette a Magyarország Nőegyesületeinek Szövetsége, és másfél évtizeden át a Magyar Nők Szentkorona Szövetsége nőjogi szervezeteket.

## Élete
Az egyik legrégibb és legelőkelőbb osztrák családba született. Fiatalkori éveiről kevés adat ismert, kivéve, hogy megkapta a Csillagkeresztes Rend kitüntetést.
Apponyi Alberttal egy pozsonyi főúri esküvőn ismerkedett meg az 1890-es évek közepén. Apponyi 1897 elején a bécsi Dietrichstein-palotában jegyezte el, és itt tartották az esküvőjüket is 1897. március 1-jén. A vőlegény 51, a menyasszony 30 éves volt. Már senki nem remélte a családból, hogy Apponyi társat fog találni.
A házasságkötés után azonnal magyarul kezdett tanulni, a nyelvet tökéletesen elsajátította. Első nyilvános szereplésére 1897. május 17-én került sor Pozsonyban, amikor felavatták Fadrusz János Mária Terézia-szobrát a császár- és királynő születésének 180. évfordulóján. 
1898-ban a Jászberényi Ipartestület meghívta zászlóanyának, de a feladatot nem tudta elvállalni előrehaladott terhessége miatt. Első gyermekét még abban az évben megszülte, a másodikat a rákövetkező évben. 
Átnézte és megbírálta férje előadásainak a szövegét, amelyeket az 1900-as párizsi világkiállítás hivatalos ünnepségein mondott el kiváló franciasággal és nagy sikerrel. A világkiállítás után a házaspár Londonba utazott, ahol fogadta őt Alexandra királyné, Apponyit pedig VII. Eduard király.
1902-ben 1200 fős díszebédet adott Jászberény férje és az ő tiszteletére. 1907-ben részt vett a császári-királyi udvar több prominensével az Árpád-házi Szent Erzsébet tiszteletére rendezett jubileumi, országos ünnepségeken.
A húszas évektől a Népszövetségben is dolgozott. 1930-ban ő volt az első nő, akit beválasztottak a népszövetségi főbiztosság elnökségébe. Szintén az első nő volt, aki felszólalhatott a genfi Katolikus Kör díszebédjén.
Apponyi 1933-ban hunyt el Genfben. A koporsót nem tudta hazakísérni, és részt venni férje temetésén. A gyász első napjait Montreux-ben kellett töltenie megrendült egészségi állapota miatt. Kilenc évet élt ez után özvegyen.
1935-ben a Szegedi Szabadtéri Játékokra utazott, de súlyosan megbetegedett, és műteni kellett.
Utolsó nyilvános szereplése 1942 elején volt. Felszólalt a Magyarország Nőegyesületeinek Szövetsége ülésén, ahol támogatta a hadiárvák megsegítésére tett indítványt. Az év folyamán még nyilatkozott férje emlékiratainak kiadása ügyében, majd váratlanul elhunyt.
A Farkasréti temetőben temették el. Egy év múlva kihantolták, és férjével együtt, aki a Mátyás-templom kriptájában nyugodott, a Magyarországhoz visszakerült Pozsony megyei Éberhárdon újratemették.

## Munkássága

### Gyermek- és szociális ügyek
1901-ben felkérték, hogy legyen az 1895-ben alapított Klotild Egyesület elnöke, amely olyan úri nőkön segített, akik szégyellték a szegénységüket, és ezért nehezen jutottak jövedelemhez. 1903-ban az egyesület 554 nőt foglalkoztatott, és 1680 ruhát adott el. 1902-ben beválasztották a Budai Jótékonysági Nőegylet vezetői közé. 1903-ban melegedő szobákat rendeztetett be rászorulóknak a téli hidegben, és levest főzetett nekik. Ugyanebben az évben kezdtek megjelenni írásai a Nemzeti Nőnevelés c. lapban. 
1908-tól cikkeket írt az alkoholizmus ellen, és Csáky Albin feleségével szanatóriumot hoztak létre Rákospalotán a gyógyítására.
1939-ben a Mária Dorothea Egyesület és a Tanítónők Otthona elnöknője volt.

### Politika, női jogok
1904-ben alakult meg a Magyarországi Nőegyesületek Szövetsége, amelyet több, mint három évtizeden át vezetett aztán. 1906-ban igazgatósági tagja lett az 500 tagot számláló Országos Tulipánkert Szövetség nőegyesületnek, amely a nemzeti összetartozás érzését kívánta erősíteni. 1909-ben Herczeg Ferenccel a legtöbbet tette a Petőfi Sándor emlékét ápoló múzeum megalapításéért, gyűjtést szervezett.
1914-ben akciót indított a Nőegyesületek Szövetsége, hogy a jogi kar és a műegyetem megnyíljék a nők előtt. Kérelmüket Jankovich Béla miniszterhez küldték sikertelenül. 1917-ben Apponyi lett a miniszter. Előterjesztést tett a kormánynak az ügyben, de ez is sikertelen maradt. A kérdést az 1920. évi XXV. törvénycikk oldotta meg, amely lényegében kimondta, hogy a női és férfi érettségi között nincs különbség.
1926. január 20-án jött létre a Magyar Nők Szentkorona Szövetsége, amelynek megalakulásában és vezetésében kiemelkedő szerepet játszott, egyik közeli munkatársa, jobbkeze Andrássy Klára volt. Haláláig, 16 éven át volt a szervezet vezetője. A legitimista szervezet célja az ezeréves állameszme, a Szent Koronához való hűség, a jogfolytonosság és az önkéntes öröklési rend szerinti törvények ébrentartása volt.

## Családja
Apja, Alexander Mensdorff (1813-1871) az Osztrák-Magyar Monarchia külügyminisztere és Ausztria miniszterelnöke volt, akinek első unokatestvére Viktória angol királynő volt. VII. Edward angol király és Viktória német császárné az unokatestvérei voltak.
Gyermekei:
- Apponyi II. György Alexander (Éberhárd, 1898. június 30. – Saarbrücken, NSZK, 1970. augusztus 7.), politikus, országgyűlési képviselő, újságíró.
- Mária Alexandrina (Éberhárd, 1899. május 29. – Salzburg, 1967. július 3.), 1933. június 29-én, Budapesten házasságot kötött Karl de Rohan herceggel (1898. január 9. – 1975. március 17.)
- Julianna (Budapest, 1903. november 9. – Párizs, 1994. január 17.); 1. férje: (1924, (elvált: 1934) Pálffy Ferenc gróf (1898. augusztus 30.); 2. férje: (1943 (elvált: 1947) Klobusiczky Elemér (Debrecen, 1899. augusztus 20., – Budapest, 1986. február 25.)

## Emlékezete
Ismert anekdota szerint a Népszövetségben máktermelési kvótákat osztottak ki. Magyarországnak kevés jutott, mondván, hogy kevés a gyógyszergyár, ahol fel lehet dolgozni. Apponyiné felszólalt, hogy a magyarok eszik a mákot, ezért nekik nagyobb kvóta kell. A delegátusok kinevették. Ekkor három nap haladékot kért. Magyarországi birtokán mákos süteményt süttetett, és repülővel Genfbe vitette, ahol felszolgálta a delegátusoknak. Magyarország ez után megkapta az igényelt kvótát.